# Konami's Soccer
Konami's soccer is een computerspel dat in 1985 werd ontwikkeld door Konami voor de MSX-computer. Het voetbalspel kent de begrippen ingooi, doeltrap, corner en penalty. Het spel kan met twee spelers of met een speler tegen de computer gespeeld worden.